# Rupprecht Bavarski
Rupprecht Maria Luitpold Ferdinand von Wittelsbach (München, 18. svibnja 1869. – Schloss Leutstetten bei Starnberg, 2. kolovoza 1955.) je bio bavarski prijestolonasljednik i njemački vojni zapovjednik. Tijekom Prvog svjetskog rata zapovijedao je njemačkom 6. armijom i grupom armija na Zapadnom bojištu.

## Obitelj
Krunski princ Rupprecht Bavarski rođen je 18. svibnja 1869. u Münchenu. Najstariji je sin princa, kasnije kralja, Ludviga III. Bavarskog i nadvojvotkinje Marije Terezije Austrijske od njihovo trinaestoro djece. Njegovo obrazovanje bilo je tradicionalističko i konzervativno pri čemu je pokazivao izuzetan interes za sport. Rupprecht je četiri godine pohađao državnu gimnaziju u Münchenu čime je postao prvi član bavarske kraljevske obitelji koji nije isključivo pohađao privatnu školu. U srpnju 1900. Rupprecht je stupio u brak s nadvojvotkinjom Marijom Gabrijelom od Bavarske. S Marijom Gabrijelom bio je oženjen sve do njezine smrti 1912. godine, te su zajedno imali petero djece. U travnju 1921. Rupprecht je stupio u drugi brak oženivši se s princezom Antonijom od Luksemburga s kojom je imao šestoro djece.

## Vojna karijera
Rupprecht je u bavarsku vojsku stupio je 1875. godine nakon završetka gimnazije. Vojnu karijeru prekinuo je samo u razdoblju od 1889. do 1891. godine kada je studirao na sveučilištu u Münchenu. Nakon završetka studija služi u više vojnih jedinica bavarske vojske, te počinje napredovati u vojnoj hijerarhiji. Čin pukovnika dostigao 1899. godine, general bojnikom je postao 1900. godine, dok je 1903. godine promaknut u čin general poručnika. U siječnju 1904. godine postaje zapovjednikom 1. bavarske pješačke divizije da bi u travnju 1906. bio promaknut u generala pješaštva kada postaje i zapovjednikom I. bavarskog korpusa smještenog u Münchenu. U veljači 1913. dobiva čin general pukovnika, te postaje glavnim inspektorom 4. armije.

## Prvi svjetski rat
Na početku Prvog svjetskog rata Rupprecht dobiva zapovjedništvo nad 6. armijom koja se nalazila na Zapadnom bojištu, te je bila sastavljena većim dijelom od bavarskih jedinica. Zapovijedavši navedenom armijom Rupprecht sudjeluje u Graničnim bitkama na početku rata kada zaustavlja francuski napad u Loreni, te zapovijeda protuofenzivom koja je nakon toga uslijedila kojom međutim, nije uspio probiti francuske linije. Nakon toga Rupprecht i njegova 6. armija sudjeluju u seriji bitaka poznatim pod nazivom Trka k moru. Za zapovijedanje u borbama u Flandriji Rupprecht je 22. kolovoza 1915. odlikovan ordenom Pour le Mérite.
U kolovozu 1916. Rupprecht dobiva čin feldmaršala, te postaje zapovjednikom Grupe armije Rupprecht. Zapovijedavši navedenom grupom armija koordinira njemačko povlačenje na Hindenburgovu liniju početkom 1917. kojom je skraćena njemačka linija fronte. Rupprechtova grupa armija nakon toga sudjeluje u Drugoj bitci na Aisni, Trećoj bitci kod Ypresa, te Bitci kod Cambraia.
U proljeće 1918. grupa armija pod Rupprechtovim zapovjedništvom ima veliku ulogu u njemačkoj Proljetnoj ofenzivi u kojoj od tri udarne armije dvije (17. armija i 2. armija) pripadaju njegovoj grupi. Prema izvornom njemačkom planu i 18. armija kao treća udarna armija trebala je biti u Rupprechtovoj grupi armija, ali Ludendorff nije želio da sve tri budu pod Rupprechtovim zapovjedništvom tako da je 18. armija bila u sastavu Grupe armija prijestolonasljednika Vilima. Nakon što proljetna ofenziva nije polučila uspjeh Rupprecht je izvijestio kancelara Georga von Hertlinga da je potrebno započeti pregovore radi okončanja neprijateljstva. Ubrzo međutim, uslijedila je saveznička ofenziva, te su njemačka linija fronta probijena kod Amiensa. Rupprechtova grupa armija je bila prisiljena na povlačenje sve do Scheldte gdje je dočekala i kraj Prvog svjetskog rata.

## Poslije rata
Tri dana prije potpisivanja primirja 8. studenog 1918. Rupprechtov otac kralj Ludvig III. je abdicirao. Rupprecht je 11. studenog 1918. dao ostavku na svoje zapovjedništvo. Zbog revolucionarnih kretanja u Bavarskoj Rupprecht je od kraja 1918. do rujna 1919. izbjegao u Tirol. Za to vrijeme naslijedio je svoju majku Mariju Tereziju od Austrije naslijedivši i njezina nasljedna prava na englesko i škotsko prijestolje kao Robert I. odnosno Robert IV. Rupprecht je bio protivnik Weimarske Njemačke, te se nikada nije odrekao bavarskog prijestolja zalagavši se pritom za obnovu Bavarske kao konstitucionalne monarhije.
U prosincu 1939. Rupprecht je od strane nacista prisiljen da izbjegne u Italiju gdje je boravio, najviše u Firenci, kao gost talijanskog kralja Viktora Emanuela. I dalje se zalagao za obnovu Bavarske kao monarhije i eventualnom mogućom unijom s Austrijom. Iz Italije Rupprecht je zajedno s obitelji prebjegao u Mađarsku. Međutim, kada su Nijemci u listopadu 1944. godine okupirali i Mađarsku, Rupprechtovu suprugu i njegov djecu su zarobili i zatočili u koncentracijski logor Sachenhausen. Rupprecht je izbjegao uhićenje jer se u tom trenutku nalazio u Italiji. Rupprechtova supruga i djeca su na kraju rata premješteni u koncentracijski logor Dachau gdje su ih na kraju oslobodili američki vojnici.
I nakon Drugog svjetskog rata Rupprecht se nastavio zalagati za obnovu Bavarske kao monarhije, te je u tome imao podršku velikog broja monarhista. Rupprecht Bavarski je preminuo je 2. kolovoza 1955. godine u 85. godini života u dvorcu Schloss Leutstetten. Priređen mu je državnički pogreb, te je za tu priliku iz državnog muzeja dopremljena kruna bavarskih kraljeva koja mu je položena na lijes. Pokopan je u kripti crkve Theatine u Münchenu između kripti svoga djeda princa Luitpolda i kralja Maksimilijana I., te prve supruge Marije Gabrijele i s najstarijeg sina princa Leopolda. 

## Vanjske poveznice
(eng.) Rupprecht Bavarski na stranici First World War.com

(eng.) Rupprecht Bavarski na stranici Historyofwar.com

(eng.) Rupprecht Bavarski na stranici Prussianmachine.com

(rus.) Rupprecht Bavarski na stranici Hrono.ru

(njem.) Rupprecht Bavarski na stranici Deutschland14-18.de  Arhivirana inačica izvorne stranice od 18. lipnja 2016. (Wayback Machine)
| Prethodnik: | Zapovjednik 6. armije Rupprecht Bavarski | Nasljednik:             |
| nitko       | Zapovjednik 6. armije Rupprecht Bavarski | Ludwig von Falkenhausen |